# Pierio de Alejandría
Pierio de Alejandría fue un sacerdote de Alejandría, predicador y asceta durante el episcopado de Theonas de Alejandría, en torno al 281 – 300. 
Director del Didaskaleion, según Felipe y Focio fue apodado «Orígenes Iunior».  Así mismo, San Jerónimo decía de Pierio: “Adquirió tal elegancia de lenguaje y publicó tantos escritos sobre toda suerte de materias (que aún se conservan), que se le llamó Orígenes el Joven. Era muy notable por su austeridad, entregado a la pobreza voluntaria, y roto al arte de la Dialéctica”.
En cuestión de su vida pastoral, Pierio sucedió a Teognosto en la jefatura de la escuela de Alejandría. Según Eusebio, fue muy estimado por su vida de extremada pobreza y por sus conocimientos filosóficos. Se había ejercitado sobremanera en las especulaciones y explicaciones relativas a las cosas divinas y en la exposición que de ellas hacía a la asamblea de la Iglesia.
Sus escritos fueron muy conocidos. Ammonios, un anacoreta del desierto de Nitria, se sabía de memoria numerosos pasajes de Pierio; Silvia, una noble dama romana, leyó alguna de sus homilías sobre la Biblia. Focio conocía, después de tanto tiempo, diez de estas homilías, alababa su estilo claro, fácil y libre de artificios, la propiedad de la argumentación y la originalidad de las ideas.
Desgraciadamente, Focio sólo copia dos fragmentos de ellas: son sobre el Evangelio de Lucas, donde se afirma que el honor o el ultraje hecho a la imagen recae sobre el “prototipo”, constituye un argumento de teología trinitaria; el otro sacado de una homilía pascual sobre Oseas, trata de los querubines colocados por Moisés en el arca de la alianza y de la estela de Jacob. Debido a la persecución de Diocleciano o más bien, porque le hacía la vida imposible el anti origenismo del sucesor de Theonas, Pedro I de Alejandría, Pierio se refugió en Roma donde pasó sus últimos años.
San Jerónimo mencionaba muchos tratados sobre toda clase de temas y cita especialmente el extenso tratado sobre el profeta Oseas, de la cual hace mención dos veces. Por tratado Jerónimo parece entender un sermón, puesto que dice que el tratado sobre el profeta Oseas fue pronunciado en la vigilia pascual. Por otra parte, la obra que Focio leyó se titula doce logoi (entre ellos se menciona la homilía sobre Oseas). San Jerónimo da más detalles sobre Pierio: Pierio, durante el reinado de Caro y Diocleciano, cuando Theonas ejercía el episcopado en aquella misma Iglesia, enseñó al pueblo con grande éxito.